# Cibecue
Cibecue (apatxe occidental Deshchiiʼ Bikoh) és una concentració de població designada pel cens dels Estats Units a l'estat d'Arizona. Segons el cens del 2000 tenia 1.331 habitants.

## Demografia
Segons el cens del 2000, Cibecue tenia 1.331 habitants, 323 habitatges, i 268 famílies La densitat de població era de 86,1 habitants/km².
Dels 323 habitatges en un 54,8% hi vivien nens de menys de 18 anys, en un 41,8% hi vivien parelles casades, en un 34,1% dones solteres, i en un 17% no eren unitats familiars. En el 13,6% dels habitatges hi vivien persones soles el 2,8% de les quals corresponia a persones de 65 anys o més que vivien soles. El nombre mitjà de persones vivint en cada habitatge era de 4,11 i el nombre mitjà de persones que vivien en cada família era de 4,45.
Per edats la població es repartia de la següent manera: un 45,2% tenia menys de 18 anys, un 10,6% entre 18 i 24, un 25,9% entre 25 i 44, un 13,7% de 45 a 60 i un 4,7% 65 anys o més.
L'edat mediana era de 21 anys. Per cada 100 dones de 18 o més anys hi havia 93,1 homes.
La renda mediana per habitatge era de 12.286 $ i la renda mediana per família de 13.750 $. Els homes tenien una renda mediana de 52.639 $ mentre que les dones 21.591 $. La renda per capita de la població era de 5.941 $. Aproximadament el 55,7% de les famílies i el 68,7% de la població estaven per davall del llindar de pobresa.

## Poblacions més properes
El següent diagrama mostra les poblacions més properes.